# Chantal Ladesou
Chantal Ladesou est une actrice et humoriste française née le 5 mai 1948 à Roubaix (Nord).
Formée au Conservatoire de Lille et au Cours Simon à Paris, elle est révélée au public en participant à l'émission La Classe à la fin des années 1980. Elle se produit dans des spectacles solo, des pièces de théâtre, des films, des séries télévisées et des téléfilms.

## Biographie

### Enfance
Son grand-père qui a dirigé l'Orphéon municipal de Tourcoing (les Crick-Sicks), veut qu'elle chante dès son plus jeune âge. Son père, entrepreneur dans le bâtiment, souhaite qu'elle reprenne son entreprise, sa mère femme au foyer d'origine parisienne l'emmène souvent avec son frère dans la capitale, voir des pièces de théâtre. Elle s'inscrit seule au cours d'art dramatique du Nord à l'âge de sept ans. Elle perd sa mère dans un accident de voiture à l'aube de ses seize ans. Son père la place alors en pension à Paris, où elle termine ses études et décroche son baccalauréat en 1968. Elle rejoint sa région natale pour se former au Conservatoire de Lille, puis en 1974, au Cours Simon à Paris.

### Carrière
Après quelques rôles anecdotiques au cinéma, Chantal Ladesou participe au Petit Théâtre de Bouvard sur Antenne 2, mais ce n'est cependant qu'à la fin des années 1980 que la comédienne est véritablement révélée au public en participant à l'émission La Classe, elle a alors la quarantaine. À cette même époque, elle intègre de façon récurrente la série télévisée à succès Maguy. Elle s'est aussi fréquemment produite sur scène dans des spectacles solo, écrits notamment avec Pierre Palmade ou François Rollin, mais également dans des pièces de théâtre comme Les Amazones.
Vedette du théâtre de boulevard, elle a pour marque de fabrique son timbre de voix reconnaissable et assez masculin, son franc-parler et sa diction rapide. À ce sujet, elle avouera dans un spectacle solo : « Un mec m'a dit : moins je vous comprends et plus je ris. »
Depuis avril 2010, elle est sociétaire de l'émission Les Grosses Têtes de Philippe Bouvard sur RTL. Elle reste dans l'émission après l'arrivée de Laurent Ruquier à la présentation en 2014.
En septembre 2011, aux côtés d'Anthony Kavanagh et Camille Combal, Chantal Ladesou participe à Big & Tasty, premier clip musical de Maxime Torres, valeur montante de la scène électro française, produit par le DJ international Laurent Wolf ; en novembre 2011, elle participe à l'album de Thierry Gali Il était une fois, en soutien de l'action de l'Unicef.
En 2012 et 2013, elle joue dans Adieu je reste avec Isabelle Mergault, puis en 2014-2015 dans Nelson aux côtés d'Armelle et de sa fille Clémence Ansault.

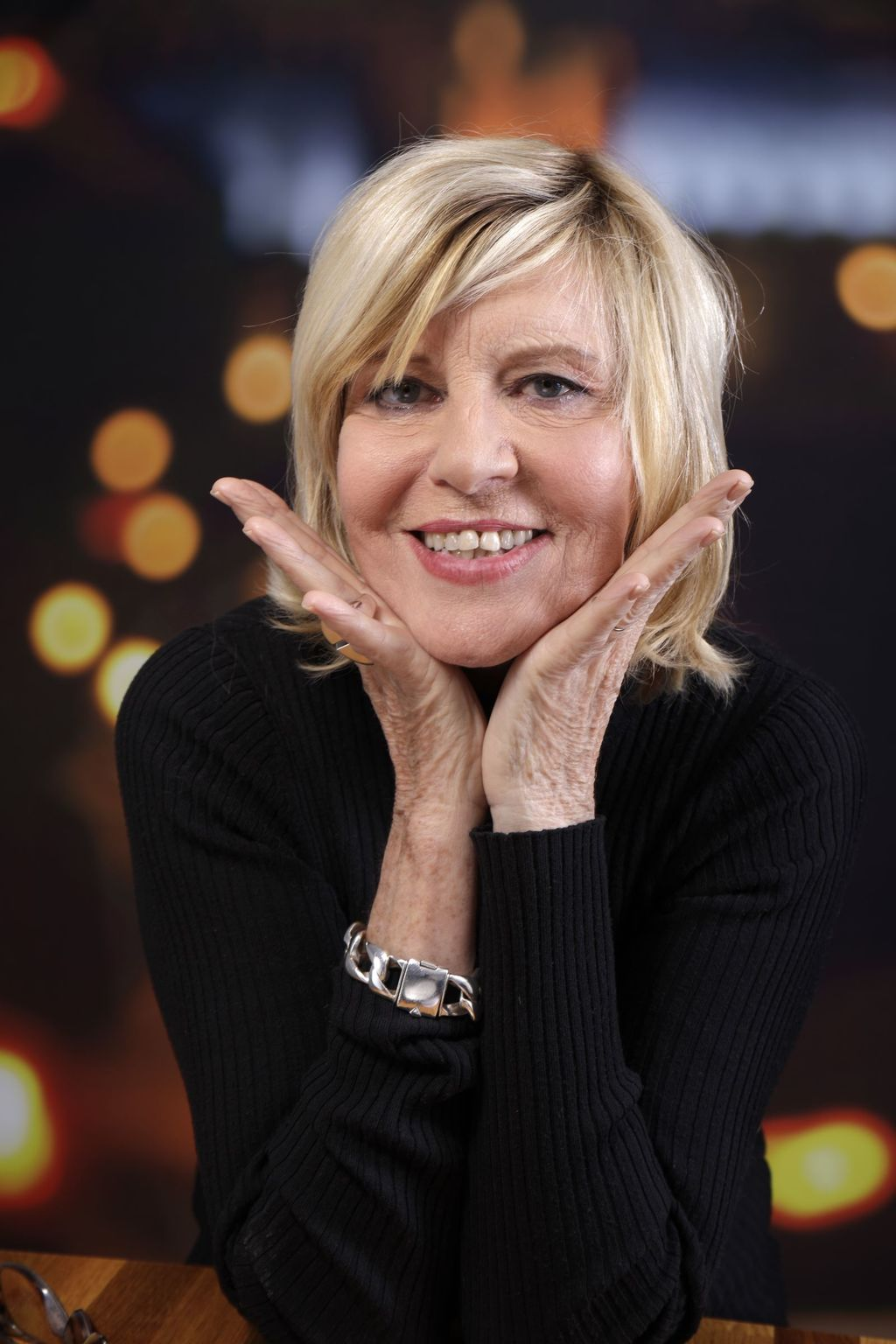
Chantal Ladesou au Festival de Cannes 2016.

Le 8 septembre 2016, elle est à l'affiche de Peau de Vache, une comédie de Barillet et Grédy  mise en scène par Michel Fau, au Théâtre Antoine.
Elle est membre de l'Académie Alphonse-Allais depuis janvier 2017.
Le 23 septembre 2017, elle présente comme animatrice star aux côtés du chanteur Christophe Willem et la chanteuse Nolwenn Leroy dans l'émission Les Copains D'Abord en Bretagne sur France 2.
En 2018, elle est à l’affiche du film indépendant dramatique Lumière noire d'Enguerrand Jouvin (un des treize jeunes cinéastes sélectionnés par Claude Lelouch pour intégrer la première promotion des Ateliers.
En 2019, elle joue dans le film C'est quoi cette mamie ?! où elle occupe pour la seconde fois de sa carrière le rôle principal, après Comment tuer sa mère en 2018.
En juin 2023, la presse annonce qu'elle tiendra un rôle avec sa fille, Clémence Ansault, dans la série de TF1 « Le fil d’Ariane », dont la diffusion est prévue la semaine suivant la fin de la saison 7 de Sam où elle tient également un des rôles principaux depuis la saison 6. Elle apparaît dans le film Maison de retraite 2.
Elle est jury de Mask singer pour la saison 4 au côté de Kev Adams, Vitaa et Jeff Panacloc. Puis de la saison 6 également avec Kev Adams mais aussi avec Laurent Ruquier et Ines Reg.

## Vie privée
Chantal Ladesou est hôtesse de vente chez Rank Xerox pour payer ses cours, lorsqu'elle y rencontre son futur mari Michel Ansault. Ce dernier devient son manager. Ils ont ensemble trois enfants : deux  garçons, Alix qui meurt dans un accident de voiture en 1998, Julien, et une fille, la comédienne Clémence Ansault. Son fils Julien est l'époux de Pauline Lefèvre.
Elle a cinq petits-enfants.

## Spectacles solo
- 1990 : Y’a une femme Lad’sou, mise en scène Pierre Palmade, Point virgule
- 1991 : Palais des Glaces
- 1993 : Chantal Ladesou, mise en scène François Rollin, Théâtre Grévin
- 1996 - 1997 : tournée
- 2003 : tournée
- 2008 : Chic et Choc, tournée en France, Festival d'Avignon
- 2009 : J’ai l’impression que je vous plais... Vraiment ! de Chantal Ladesou, François Rollin, mise en scène Éric Carrière, Chantal Ladesou, Xavier Brouard, Théâtre du Petit Gymnase
- 2010 : J’ai l’impression que je vous plais... Vraiment ! de Chantal Ladesou, François Rollin, mise en scène Éric Carrière, Chantal Ladesou, Xavier Brouard, Théâtre Rive Gauche
- 2010 : J’ai l’impression que je vous plais... Vraiment ! de Chantal Ladesou, François Rollin, mise en scène Éric Carrière, Chantal Ladesou, Xavier Brouard, Bobino
- 2011 : J’ai l’impression que je vous plais... Vraiment ! de Chantal Ladesou, François Rollin, mise en scène Éric Carrière, Chantal Ladesou, Xavier Brouard, tournée en Europe (France, Belgique, Suisse), Théâtre des Bouffes Parisiens
- 2018 - 2024 : On the Road Again de Chantal Ladesou, François Rollin, tournée en Europe (France, Belgique, Suisse),
- 2026 : Le retour

## Théâtre
- 1973 : Les Quatre Vérités de Marcel Aymé, mise en scène René Clermont, Théâtre des Variétés
- 1995 : L'Hôtel du libre échange de Georges Feydeau, mise en scène Franck de la Personne, Théâtre de la Michodière
- 1999 : Le Père noël Belge est une ordure  du Splendid, mise en scène François Pirette, tournée belge
- 2001 : Ma femme est folle de Jean Barbier, mise en scène Jean-Pierre Dravel et Olivier Macé, Théâtre des Nouveautés
- 2003 : Ainsi soit-il de Jean-François Champion, mise en scène Jean-Luc Moreau, théâtre Édouard VII
- 2003 : Les Amazones de Jean-Marie Chevret, mise en scène Jean-Pierre Dravel et Olivier Macé, Théâtre Rive Gauche
- 2005 : Les Amazones de Jean-Marie Chevret, mise en scène Jean-Pierre Dravel et Olivier Macé, Théâtre des Bouffes Parisiens
- 2006 : Les Amazones de Jean-Marie Chevret, mise en scène Jean-Pierre Dravel et Olivier Macé, Théâtre Rive Gauche
- 2007 : Les Amazones, trois ans après de Jean-Marie Chevret, mise en scène Jean-Pierre Dravel et Olivier Macé, Théâtre de la Renaissance
- 2008 : La Dame de chez Maxim de Georges Feydeau, mise en scène Francis Perrin, Théâtre des Variétés
- 2008 : Oscar de Claude Magnier, mise en scène Philippe Hersen, Théâtre du Gymnase Marie Bell, Théâtre de Paris
- 2009 : Les Précieuses ridicules de Molière, mise en scène Jean-Paul Bouron, Théâtre Nouvelle France
- 2009 : Le Temps des fonctionnaires d'Alil Vardar, Théâtre du Gymnase Marie Bell
- 2011 : Les Dégourdis du 101e d'après André Mouëzy-Eon, mise en scène Jean-Paul Bouron
- 2012 - 2013 : Adieu je reste ! d'Isabelle Mergault, mise en scène Alain Sachs, Théâtre des Variétés
- 2014 : Nelson de Jean-Robert Charrier, mise en scène Jean-Pierre Dravel et Olivier Macé, Théâtre de la Porte-Saint-Martin
- 2016 : Peau de Vache de Pierre Barillet et Jean-Pierre Gredy, mise en scène Michel Fau, Théâtre Antoine
- 2021 : Adieu je reste ! d'Isabelle Mergault, mise en scène Olivier Macé et Chantal Ladesou, Théâtre des Nouveautés
- 2022-2023 : 1983 de Jean-Robert Charrier, mise en scène de l'auteur, Théâtre de la Porte-Saint-Martin

## Filmographie

### Cinéma
- 1965 : Les Enquiquineurs de Roland Quignon
- 1974 : Le Fantôme de la liberté de Luis Buñuel : la bonne qui indique où se trouve la salle à manger à un invité
- 1975 : Les Maîtresses de vacances de Pierre Unia : la danseuse au turban
- 1983 : La Vie est un roman d'Alain Resnais
- 1984 : Les Brésiliennes du Bois de Boulogne de Robert Thomas : une prostituée avenue Foch
- 1986 : Le Bonheur a encore frappé de Jean-Luc Trotignon : Madame Lassouche
- 1988 : Envoyez les violons de Roger Andrieux : la régisseuse de la salle de projection
- 1989 : Tour d'ivoire de Dominique Belet (court-métrage)
- 1991 : Une époque formidable... de Gérard Jugnot : l'infirmière violentée
- 1993 : Télé-carton de Gil Lefauconnier et Isabelle Salvini (court-métrage)
- 1993 : Piège à sons de Philippe Dorison (court-métrage)
- 1995 : Comment devenir cinéaste sans se prendre la tête de Jacques Rozier (court-métrage)
- 1997 : Jeunesse de Noël Alpi : Jeanne
- 2003 : Les Clefs de bagnole de Laurent Baffie : la guichetière de la banque
- 2004 : Les Gaous d'Igor Sekulic
- 2004 : People de Fabien Onteniente : une jet-setteuse en cure
- 2006 : Les Aristos de Charlotte de Turckheim : une maîtresse de maison
- 2008 : Star de Sébastien Cop (court-métrage)
- 2009 : Number One de Zakia Tahiri : Mademoiselle Morel
- 2011 : Marhba d'Ahmed Bouchaala et Zakia Tahiri
- 2013 : 100% cachemire de Valérie Lemercier : Danielle
- 2016 : C'est quoi cette famille ?! de Gabriel Julien-Laferrière : Aurore
- 2017 : Alibi.com de Philippe Lacheau : la vétérinaire
- 2017 : Chacun sa vie de Claude Lelouch : la contrôleuse fiscale
- 2017 : Bonne Pomme de Florence Quentin : Mémé Morillon
- 2018 : L'Âge dort de Paolo Cedolin Petrini : Yolanda (court-métrage)
- 2018 : Comment tuer sa mère de David Diane et Morgan Spillemaecker : Madame Mauret
- 2018 : Lumière Noire de Enguerrand Jouvin : Evelyne (court-métrage)
- 2018 : Les Déguns de Cyrille Droux et Claude Zidi Jr. : Christiane
- 2018 : Nicky Larson et le Parfum de Cupidon de Philippe Lacheau : la belle-mère de Gilbert
- 2019 : C'est quoi cette mamie ?! de Gabriel Julien-Laferrière : Aurore
- 2019 : Les Municipaux, trop c'est trop de Francis Ginibre et Éric Carrière : Mademoiselle Legrand
- 2020 : 30 Jours max de Tarek Boudali : la mère de Pierre
- 2021 : C'est quoi ce papy ?! de Gabriel Julien-Laferrière : Aurore
- 2021 : Super-héros malgré lui de Philippe Lacheau
- 2023 : 3 Jours max de Tarek Boudali : la mère de Pierre
- 2023 : Chasse gardée de Frédéric Forestier : Agent immobilier
- 2023 : Jeff Panacloc : À la poursuite de Jean-Marc de Pierre-François Martin-Laval
- 2024 : Maison de retraite 2 de Claude Zidi Jr. : La Colonelle
- 2025 : Certains l'aiment chauve de Camille Delamarre : Docteur Miele
- 2025 : Le Jour G de Claude Zidi Jr. : Catherine

### Télévision
- 1974 : Un curé de choc de Philippe Arnal (26 épisodes de 13 minutes)
- 1985 : Les Bargeot (65 épisodes de 13 minutes)
- 1987-1992 : Maguy : Huguette Boudin (épisodes 92 à 322)
- 1994 : La Rêverie ou le Mariage de Sylvia de Jean-Luc Trotignon : l'employée de l'ANPE
- 1994 : Le Spécial Lagaf' sur TF1
- 1996 : Chaud les vamps des Vamps : Mme Tripet, bouchère
- 1998 : Une grosse bouchée d'amour de Michaëla Watteaux : Thérèse
- 2006 : Une journée debout : Madame Peck
- 2006 : Le Ciel sur la tête de Régis Musset : Nicole
- 2008 : Palizzi de Serge Hazanavicius (épisode Un patient impatient)
- 2008 : Belleville Tour de Zakia Tahiri et Ahmed Bouchaala : Marie-Claude
- 2009 : Camping Paradis de Philippe Proteau : Odette (saison 1, épisode 3 : L'Oncle d'Amérique)
- 2010 : Contes et nouvelles du XIXe siècle de Claude Chabrol : Babette (épisode Le Fauteuil hanté)
- 2010 : Le Grand Ménage de Régis Musset : Odile
- 2012 : Big & Tasty de Loïc Trudelle : la cliente cougar
- 2012 : Lili David de Christophe Barraud : M'ma Dalton
- 2013 : La Grande peinture de Laurent Heynemann : Élisabeth Phlute
- 2013 : C'est la crise ! d'Anne Roumanoff : Chantal (épisode Mamie Cougar)
- 2013 : Scènes de ménages : Didie la plume
- 2013 : Super Lola de Régis Musset : Françoise
- 2020 : Il était une fois à Monaco de Frédéric Forestier : la comtesse Lorentzen
- 2020 : I love you coiffure de Muriel Robin : une passante
- 2020 : Big Five de Gilles de Maistre : Rose
- 2021 : Le Grand Restaurant : Réouverture après travaux de Romuald Boulanger
- 2022-2025 : Sam : Anne-Marie Valadier
- 2022 : Tous Inconnus  de Nicolas Hourès :  Elle-même
- 2023 : Le Fil d'Ariane de Jason Roffé : Ariane Legrand
- 2023 : Un gars, une fille (au pluriel) : Une fille
- 2024 : L'Incroyable Embouteillage 2 : Vive les mariés ! de David Charhon : Monique
- 2025 : Scènes de ménages : Nicole, flirt de Raymond

### Doublage
- 2022 : Buzz l'Éclair d'Angus MacLane : Darby Steel[14] (voix française)

## Émissions de télévision
- 1982 : Le Théâtre de Bouvard sur Antenne 2 : participante
- 1987 : La Classe sur FR3 : participante
- 1995 : Fort Boyard sur France 2 : candidate
- Depuis 2010: Les Grosses Têtes sur Paris Première et France 2 : sociétaire
- 2011 , 2012, 2014, 2020 : Qui veut gagner des millions ? sur TF1
- 2013 : Money Drop sur TF1 : candidate
- 2013 : Sosie ! Or Not Sosie ? sur TF1
- 2014 : Qu'est-ce que je sais vraiment ? sur M6
- 2014 : Touche pas à mon poste ! sur D8 : chroniqueuse
- 2014 : On n'demande qu'à en rire sur France 2 : un sketch
- 2016 : Puppets ! Le grand show des marionnettes sur TF1 : jurée
- 2016 : L'Œuf ou la Poule ? sur D8
- 2017 : Le Marrakech du rire 2017 sur M6 : participante
- 2017 : Les Copains d'abord en Bretagne sur France 2 : animatrice
- 2019 : La Grosse Rigolade animée par Cyril Hanouna sur C8 : chroniqueuse
- 2019 : Tout le monde joue sur France 2
- 2020 : Festival du rire de Liège sur C8 : animatrice avec Jeanfi Janssens
- 2021 : Le Grand Quiz - spécial permis de conduire sur TF1 : candidate
- 2022 et depuis 2024 : Mask Singer - saisons 4, 6 et 7 sur TF1 : jurée, enquêtrice et interprète
- 2023 : Le Grand Cactus sur Tipik : invitée
- 2023-2024 : Le Grand Concours sur TF1 : candidate
- 2023-2024 : Camille & images sur TF1 : chroniqueuse
- 2024 : Le Maître du Jeu sur TF1 : participante

## Distinctions
- TOPOR 2018 de "La boulevardière qui sort du cadre", remis au Théâtre du Rond-Point par Michel Fau